# Xorides townesi
Xorides townesi là một loài tò vò trong họ Ichneumonidae.